# Спортивна гімнастика на літніх Олімпійських іграх 2016 — кінь (чоловіки)
Змагання зі спортивної гімнастики (кінь) серед чоловіків на літніх Олімпійських іграх 2016 пройшли 14 серпня на Олімпійській арені Ріо. Брали участь 8 спортсменів з 6-и країн.

## Кваліфікаційний раунд
6 серпня відбувся кваліфікаційний раунд, за результатами якого визначились учасники фіналу. 
Гімнасти, які посіли перші 8 місць, кваліфікувалися у фінальний раунд. Якщо більш як два спортсмени однієї країни потрапляють до перших 8-ми, то ті, що нижче другого місця у своїй команді, не проходять далі, а їх заміняють спортсмени з наступними найкращими оцінками.
| Місце | Ім'я                    | Сума   | Кваліфікація |
| ----- | ----------------------- | ------ | ------------ |
| 1     | Макс Вітлок (GBR)       | 15.800 | Q            |
| 2     | Луїс Сміт (GBR)         | 15.700 | Q            |
| 3     | Сіріл Томмасон (FRA)    | 15.650 | Q            |
| 4     | Арутюн Мердинян (ARM)   | 15.583 | Q            |
| 5     | Олег Верняєв (UKR)      | 15.566 | Q            |
| 6     | Микола Куксенков (RUS)  | 15.383 | Q            |
| 7     | Александер Наддур (USA) | 15.366 | Q            |
| 8     | Давид Белявський (RUS)  | 15.300 | Q            |

## Фінал
| Місце | Ім'я                    | Складність | Виконання | Штраф | Загалом |
| ----- | ----------------------- | ---------- | --------- | ----- | ------- |
| 1     | Макс Вітлок (GBR)       | 7.200      | 8.766     |       | 15.966  |
| 2     | Луїс Сміт (GBR)         | 6.900      | 8.933     |       | 15.833  |
| 3     | Александер Наддур (USA) | 6.800      | 8.900     |       | 15.700  |
| 4     | Сіріл Томмасон (FRA)    | 6.900      | 8.700     |       | 15.600  |
| 5     | Давид Белявський (RUS)  | 6.600      | 8.800     |       | 15.400  |
| 6     | Микола Куксенков (RUS)  | 6.800      | 8.433     |       | 15.233  |
| 7     | Арутюн Мердинян (ARM)   | 6.400      | 8.533     |       | 14.933  |
| 8     | Олег Верняєв (UKR)      | 5.700      | 6.700     |       | 12.400  |